# Aaron Rosenberg (écrivain)
Cet article concerne l'écrivain américain. Pour le producteur (1912-1979), également américain, voir Aaron Rosenberg.
Aaron S. Rosenberg, né le 13 octobre 1969 dans le New Jersey, est un écrivain et concepteur de jeux de rôles américain. Il est spécialisé dans l'adaptation de série télévisée et de film en livre. En 2010, il remporte un Scribe Awards dans la catégorie « Meilleur adaptation pour jeunes adultes » avec une adaptation de la série College Rock Stars.

## Œuvres

### World of Warcraft
- L'Heure des ténèbres, Panini, 2011 ((en) Tides of Darkness, 2007)
- Au-delà de la porte des ténèbres, Panini, 2012 ((en) Beyond the Dark Portal, 2008)Écrit avec Christie Golden.